# 維格納爾峰
70°24′S 66°24′E / 70.400°S 66.400°E
維格納爾峰（英語：Wignall Peak）是南極洲的山峰，位於麥克羅伯特森地，處於麥卡錫山以西，屬於查爾斯王子山脈中波爾托斯山脈的一部分，根據澳大利亞探險隊拍攝的空中照片繪入地圖，現時由南極條約體系管理。